# Xi Herculis
Xi Herculis (ξ Herculis, förkortat Xi Her, ξ Her), som är stjärnans Bayer-beteckning, är en ensam stjärna i den östra delen av stjärnbilden Herkules. Den har en skenbar magnitud på 3,85 – 3,88 och är synlig för blotta ögat där ljusföroreningar ej förekommer. Baserat på parallaxmätningar i Hipparcos-uppdraget på ca 23,8 mas beräknas den befinna sig på ca 137 ljusårs (42 parsek) avstånd från solen.  På det beräknade avståndet minskar stjärnans skenbara magnitud med 0,05 enheter genom en skymningsfaktor orsakad av interstellärt stoft. Den misstänks ingå i Siriusströmmen av samflyttande stjärnor.

## Egenskaper
Xi Herculis är en gul till orange jättestjärna av spektralklass G8 III, som befinner sig i den röda klumpen, vilket betyder att den ligger på den horisontella grenen och genererar energi genom termonukleär fusion av väte i dess kärna. Den har en massa som är omkring dubbelt då stor som solens massa, en radie som är ca 10 gånger större än solens och utsänder ca 50 gånger mera energi än solen från dess fotosfär vid en effektiv temperatur på ca 5 000 K. Den utsänder röntgenstrålning med en styrka av 3,03 × 1030 erg/s i 0,3-10 keV-bandet.
Xi Herculis, eller 92 Herculis, är en pulserande variabel av halvregelbunden typ (SRD). Den varierar i skenbar magnitud mellan 3,85 och 3,88 med en period av 120,8 dygn.